# گابریل فیتزپاتریک
گابریل فیتزپاتریک (انگلیسی: Gabrielle Fitzpatrick؛ زادهٔ ۱ فوریهٔ ۱۹۶۷) هنرپیشه اهل استرالیا است. وی از سال ۱۹۸۷ میلادی تاکنون مشغول فعالیت بوده‌است.
از فیلم‌هایی که وی در آن نقش داشته است، می‌توان به دوزخ اشاره کرد.